# Eucharius Holzach (Mediziner)
Eucharius Holzach (* 1486 in Basel; † 1558 ebenda) war ein Schweizer Arzt.

## Leben
Konrad Holzach, Sohn des Kaufmanns und Politikers Eucharius Holzach, besuchte das Gymnasium in Schlettstatt. 1500 immatrikulierte er sich an der Universität Basel und 1501 in Paris, wo er 1506 den Magistergrad erwarb. 1511 promovierte er zum Dr. med. in Montpellier. Nach seiner Rückkehr nach Basel erwarb er das Zunftrecht in sechs Zünften und praktizierte als Arzt. Spätestens 1524 wurde er in die medizinische Fakultät aufgenommen, ohne jedoch ein offizielles Amt an der Universität auszuüben. Er war befreundet mit den beiden Druckern Bruno und Basilius Amerbach.